# Bristol Freighter
Dimensions
Le Bristol Type 170 Freighter est un avion de transport mixte (passagers et fret) conçu au Royaume-Uni au lendemain de la Seconde Guerre mondiale.

## Histoire
Les origines de cet avion remontent au comité Brabazon, un club de réflexion fondé en 1943 par l'aviateur et homme d'affaires John Moore-Brabazon en vue de définir l'avenir du transport aérien britannique, une fois la Seconde Guerre mondiale terminée et la paix revenue. Ce comité avait notamment anticipé l'arrivée massive d'avions militaires « civilisés » comme les Douglas C-47 Skytrain. Le comité Brabazon avait donc défini des priorités industrielles et celles-ci avaient débouché sur la conception de plusieurs avions très différents comme l'Avro Tudor, le de Havilland Dove, ou encore le Vickers Viscount. Les responsables de Bristol proposèrent alors une formule toute nouvelle désigné « ferry volant » destiné à fournir un avion permettant de franchir la Manche avec passagers et fret, en l'objet dans ce second cas des voitures. Cependant le comité Brabazon refusa le programme et l'avion, désigné Bristol Type 170, fut lancé sur fonds propres.
Cet avion qui devait initialement pouvoir réaliser des vols court-moyen-courriers entre le Royaume-Uni et ses voisins européens les plus directs comme la Belgique, la France, ou encore les Pays-Bas fut donc pensé de la manière la plus radicale qui soit. Il fallait en faire un avion pratique, facile d'emploi, bon marché, et surtout robuste.
Dès le départ le type 170 fut pensé en deux versions, le Freighter pour des vols mixtes fret et passagers, et le Wayfarer pour le seul transport de passagers.
Le programme fut officiellement lancé fin 1944 et lorsque son premier vol intervint en 1945 l'avion semblait surprenant avec ses formes inhabituelles.
Bien que conçu pour les besoins civils, c'est auprès des militaires que l'avion suscita le plus d'engouement. En effet sur un total de 214 avions construits, 114 le furent pour des clients militaires. Le premier d'entre eux fut livré à la Fuerza Aérea Argentina dès la fin 1946. La Royal Air Force de son côté ne tarda pas à lui emboîter le pas, ses Freighter participant même au pont aérien de Berlin en 1949.
Mais le Bristol type 170 reste indubitablement attaché à l'aventure aéronautique de l'homme d'affaires Sir Freddie Laker et sa compagnie Channel Air Bridge . En effet, c'est avec le Freighter qu'il se lança activement dans les vols bon marché entre les deux rives de la Manche.
En 1953, apparut la version Mark 32 qui fut rapidement rebaptisée Bristol Superfreighter dont 18 exemplaires furent construits. Certains d'entre eux, appartenant au transporteur civil français Compagnie générale de transport participèrent même à la Guerre d'Indochine pour des ravitaillements aux troupes terrestres. Le Superfreighter était légèrement plus grand que les premières versions mais surtout sa puissance était fortement accrue puisque portée à 1 980 ch. par moteur.
Au total le Bristol type 170 a volé sous les cocardes et/ou les immatriculations d'une vingtaine de pays différents. Le dernier avion à avoir volé le fut en 1999 alors qu'il appartenait à la compagnie canadienne Hawkair. Cinq ans plus tard il reprit cependant l'air pour rejoindre le Reynold Alberta Museum à Wetaskiwin. Ce fut le tout dernier vol d'un Bristol type 170.

## Aspects techniques
Le Bristol Type 170 était un monoplan à aile haute bimoteur de construction métallique. Disposant d'un train d'atterrissage classique fixe à large voie il était équipé d'un empennage monodérive classique. Sa propulsion était assurée par deux moteurs en étoile construits par la branche motoriste de Bristol. Outre son cockpit biplace côte à côte surélevé l'une des particularités de l'avion résidait dans sa double porte avant, dite en coquille (voire photo en haut à droite) comme sur celles dont avaient été dotés, mais à l'arrière, les Noratlas français.

## Versions

### Freighter & Wayfarer
- Séries du Freighter Mk.I, produite au total à 24 exemplaires.
  - Freighter Mk. I : Désignation donnée à la version initiale de série.
  - Freighter Mk. IA : Désignation donnée à une version spécifique du Mk. I destinée à accueillir seize passagers.
  - Freighter Mk. IB : Désignation donnée à une version spécifique du Mk. I destinée à la compagnie British European Airways.
  - Freighter Mk. IC : Désignation donnée à une version spécifique du Mk. IA destinée à la compagnie British European Airways.
  - Freighter Mk. ID : Désignation donnée à une version spécifique du Mk. IA destinée à la compagnie British South American Airways.

- Séries du Wayfarer Mk. II, produite au total à 19 exemplaires.
  - Wayfarer Mk. II : Désignation donnée à la version initiale de série.
  - Wayfarer Mk. IIA : Désignation donnée à une version spécifique destinée à accueillir trente-deux passagers.
  - Wayfarer Mk. IIB : Désignation donnée à une version spécifique du Mk. IIA destinée à la compagnie British European Airways.
  - Wayfarer Mk. IIC : Désignation donnée à une version spécifique du Mk. II à accueillir vingt passagers et du fret léger.

- Séries du Freighter Mk. XI, produite au total à 4 exemplaires.
  - Freighter Mk. XI : Désignation donnée à une version spécifique du Mk. I avec des réservoirs de carburant agrandis.
  - Freighter Mk. XIA : Désignation donnée à une version spécifique du Mk. XI destiné à des vols expérimentaux.

- Séries du Freighter Mk. 21, produite au total à 61 exemplaires.
  - Freighter Mk. 21 : Désignation donnée à une version spécifique du Mk. I dotés de moteurs plus puissants.
  - Freighter Mk. 21E : Désignation donnée à une version spécifique aménagé pour accueillir trente-deux passagers.

- Séries du Freighter Mk. 31, produite au total à 88 exemplaires.
  - Freighter Mk. 31 : Désignation donnée à une version allégée du Mk. 21E.
  - Freighter Mk 31E : Désignation donnée à une version spécifique du Mk. 31 destinée à servir comme convertible passagers/fret.
  - Freighter Mk 31M : Désignation donnée à une version spécifique du Mk. 31 destinée au marché militaire

### Superfreighter

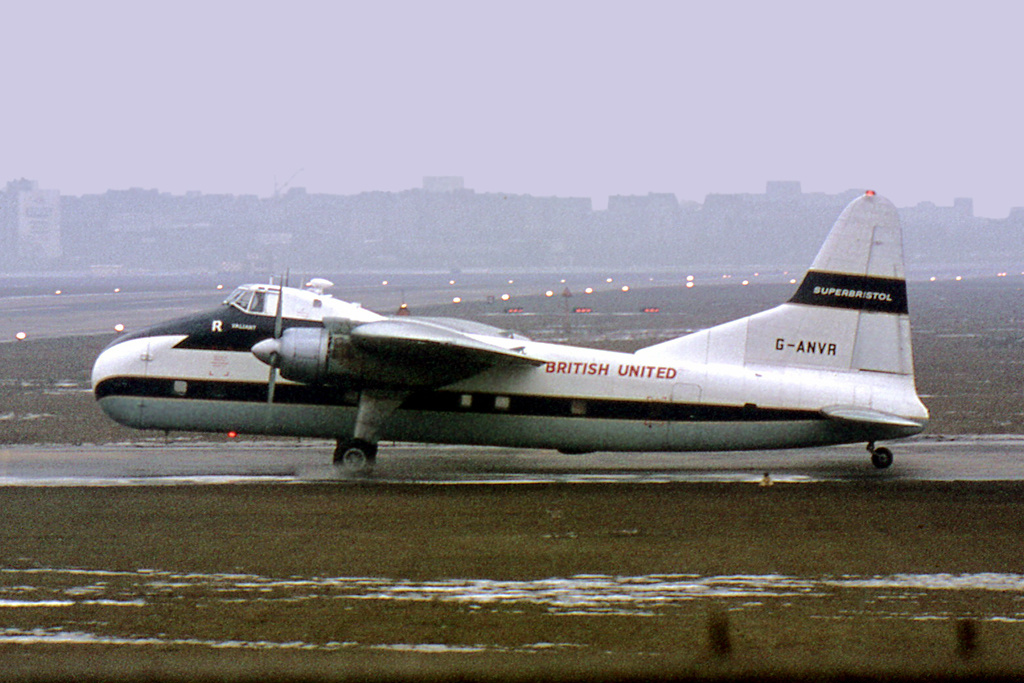
Superfreighter britannique

- Série du Freighter Mk. 32, produite au total à 18 exemplaires
  - Freighter Mk 32 : Désignation d'une version agrandie et remotorisée du Mk. 21.

### Versions projetées
- Type 179 Freighter : Désignation donnée à une version bipoutre jamais réalisée.
- Type 179A Freighter : Désignation donnée à une version dotée d'une rampe de chargement de fret jamais réalisée.
- Type 216 Freighter : Désignation donnée à une version dotée de deux turbopropulseurs Rolls & Royce Dart jamais réalisée.

## Opérateurs
Le Bristol type 170 a connu des opérateurs tant civils que militaires.

### Opérateurs civils
- Allemagne
  - LTU
- Arabie saoudite
  - Saudi Arabian Airlines
- Argentine
  - Administration de l'aviation civile argentine.

- Australie
  - Air Express
  - Ansett-ANA
  - Ansett-MAL
  - Australian National Airways
  - Brain & Brown Airfreighters
  - Jetair Australia
  - Trans Australia Airlines
- Belgique
  - Avions Fairey
  - SABENA
- Brésil
  - Real Transportes Aéreos

- Canada
  - Associated Airways
  - Central Northern Airways
  - Hawkair
  - Lambair
  - Maritime Central Airways
  - Norcanair
  - North Canada Air
  - Pacific Western Airlines
  - Trans-Canada Airlines
  - Trans Provincial Airlines
  - Wardair
- Équateur
  - Shell Company of Ecuador

- Espagne
  - Aviaco
  - Iberia Líneas Aéreas de España
- France
  - Air Atlas
  - Air Fret
  - Air Outremer
  - Air Transport

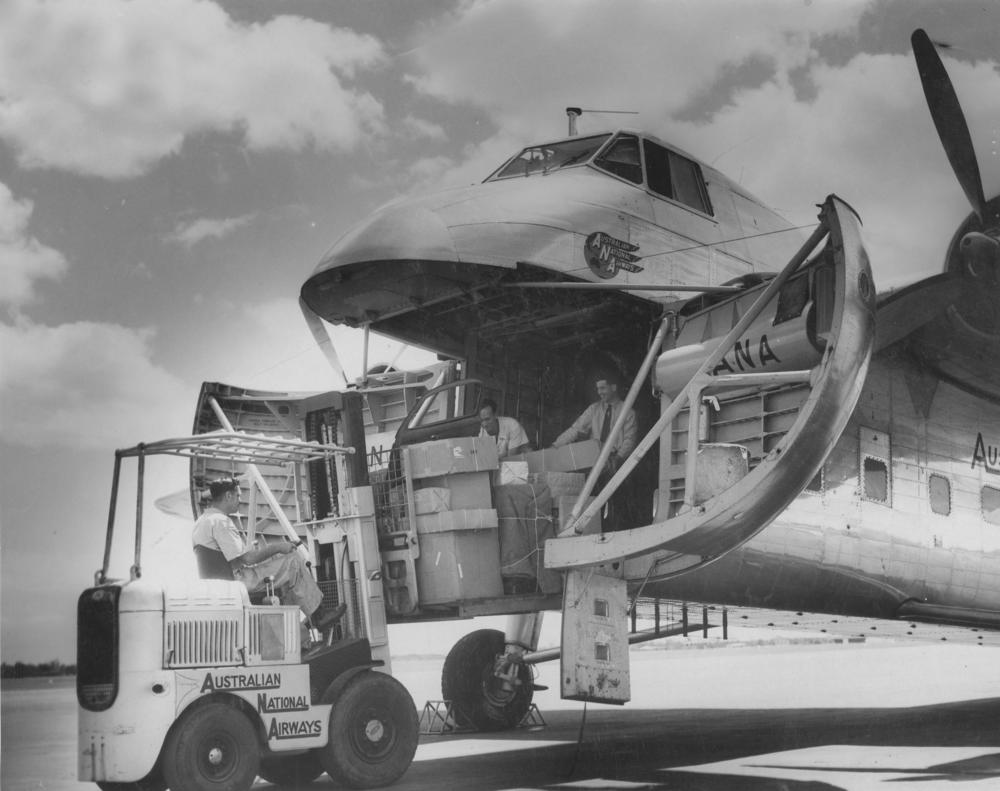
Bristol Freighter, Australian Nationa Airways, 1952

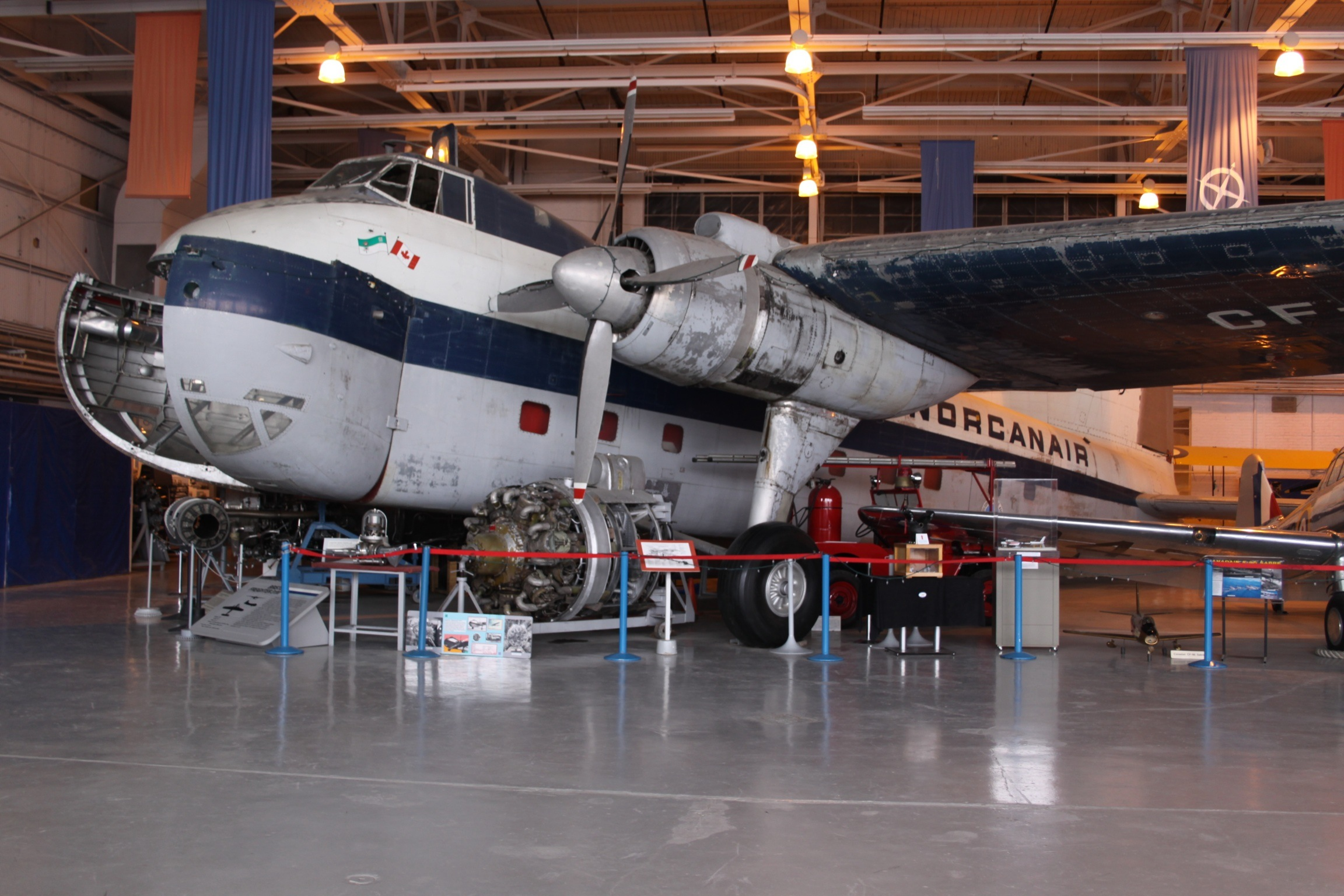
Bristol 170 Mk.31M (CF-WAE), Norcanair

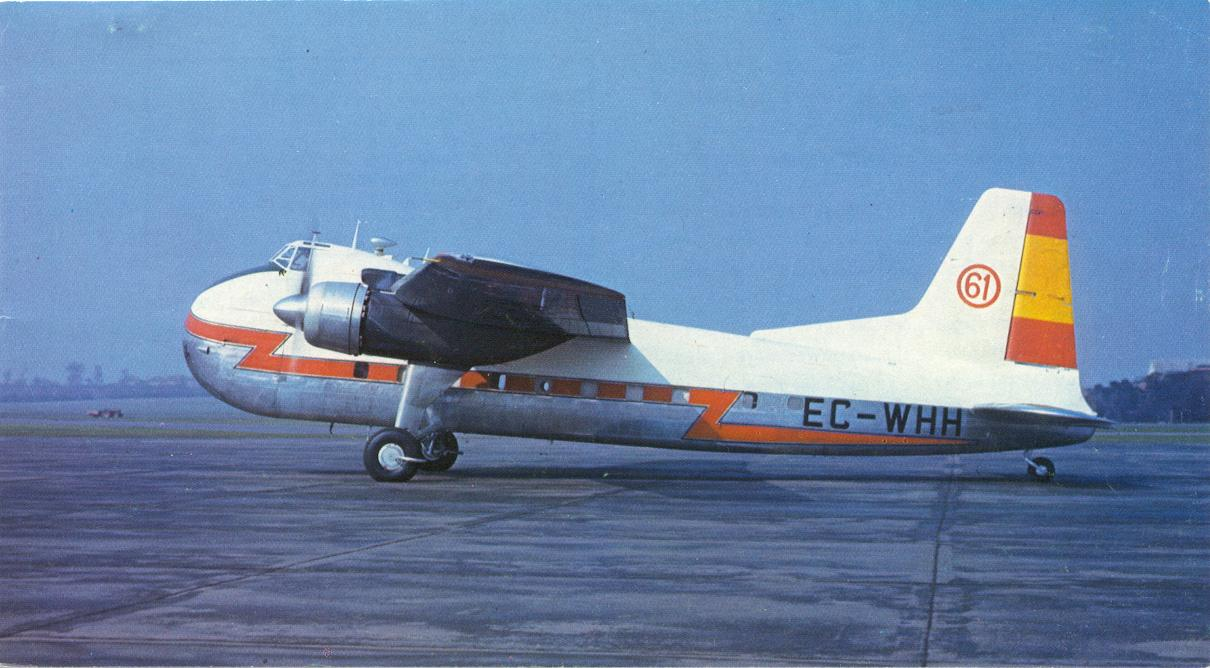
Bristol Freighter, Iberia Líneas Aéreas de España

  - Compagnie des Transportes Aériens Intercontinentaux
  - Corse Air
  - Société Aérienne du Littoral
  - Société Indochinoise de Transport Aériens

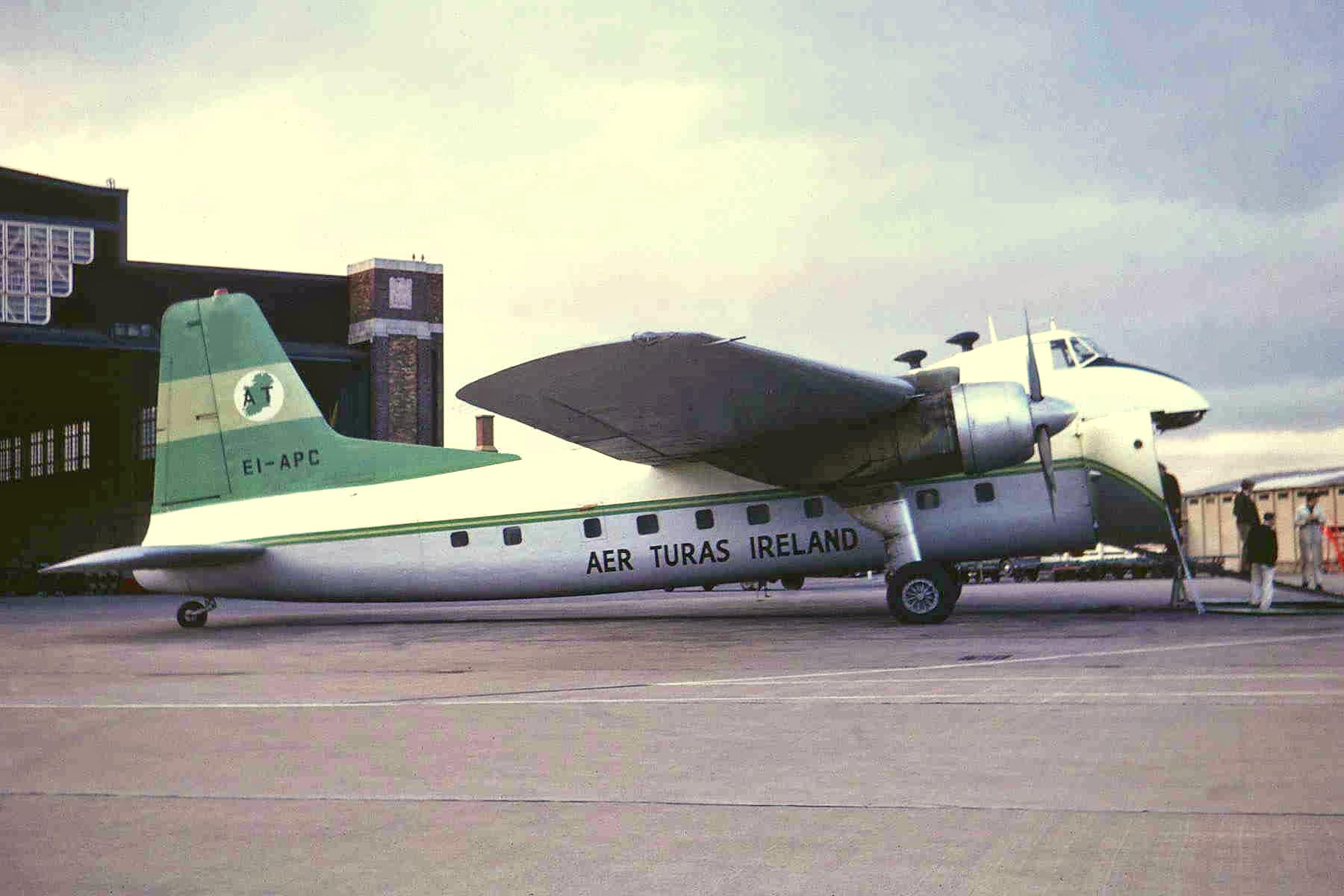
Bristol Freighter (EI-APC) Aer Turas

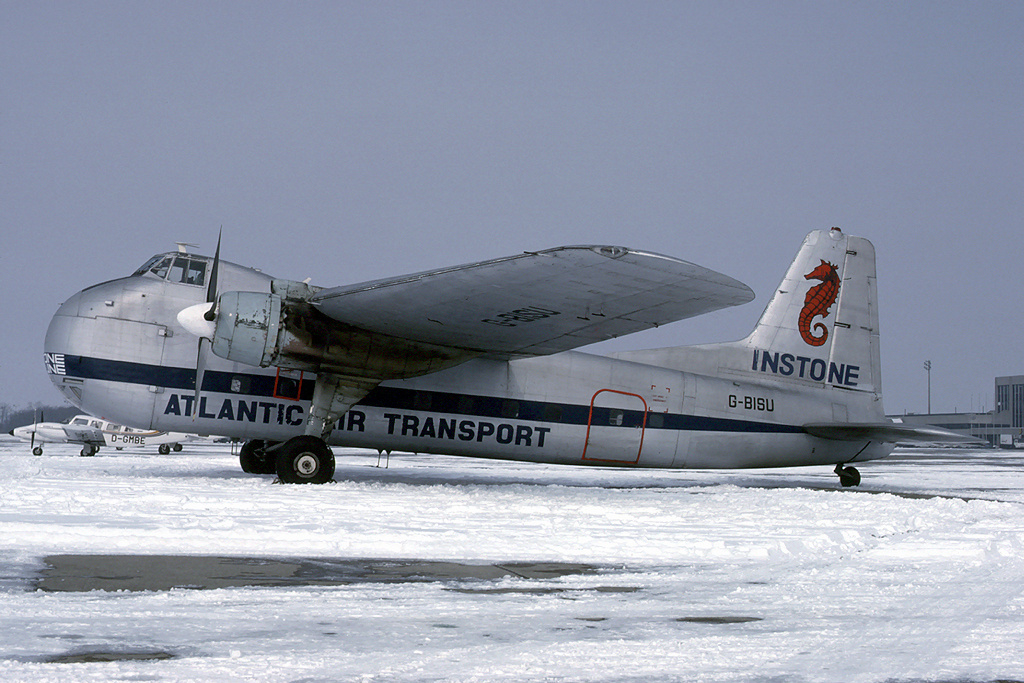
Bristol type 170 de la compagnie Atlantic Air Service

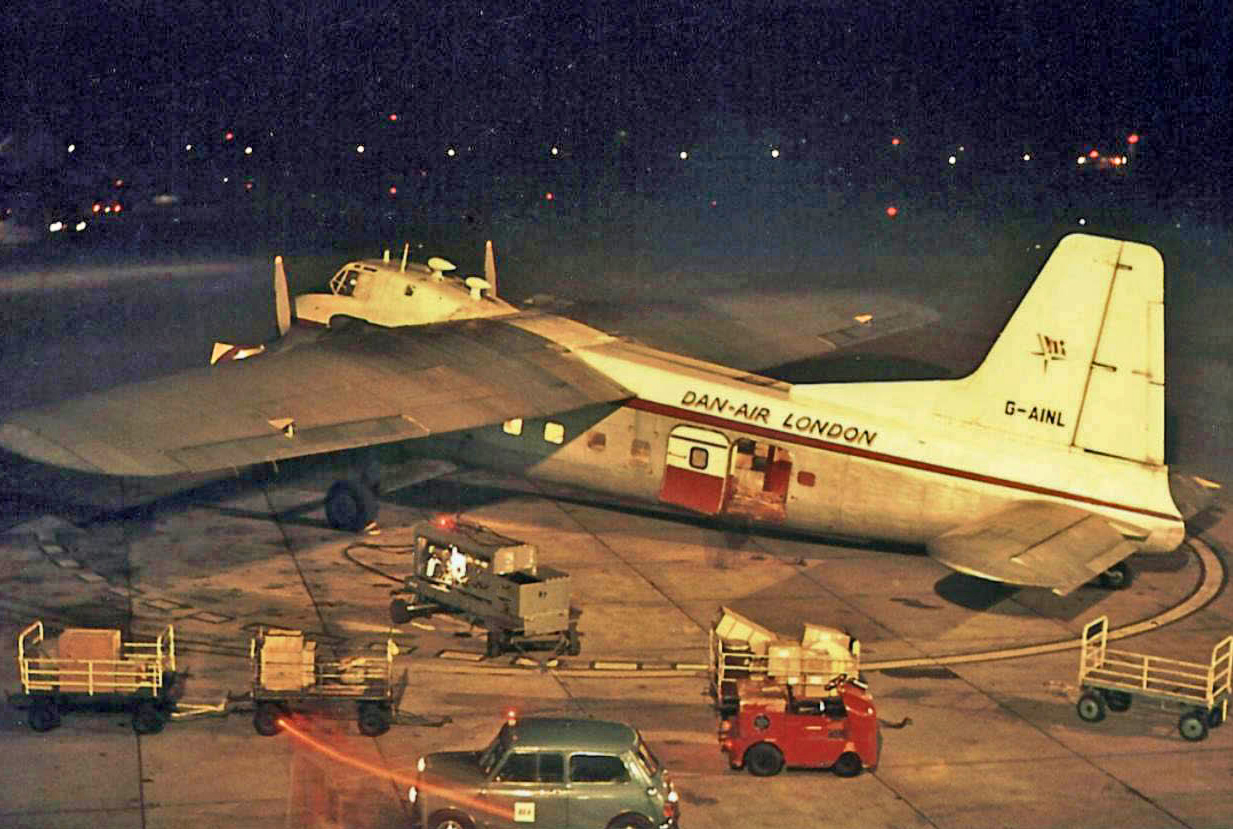
Bristol Freighter (G-AINL) Dan-Air

  - Transports Aériens Réunis
- Inde
  - Bharat Airways
  - Dalmia Jain Airways
  - Indian National Airways

- Irlande
  - Aer Lingus
  - Aer Turas
- Italie
  - Société Avio Transporti Torino
- Laos
  - Air Laos
- Liban
  - Middle East Airlines
- Nouvelle-Zélande
  - SAFE Air
- Nigeria
  - West African Airways Corporation
- Royaume-Uni

- - Air Charter
  - Air Ferry
  - Air Kruise
  - Airwork
  - Atlantic Air Transport
  - Autair
  - Aviation Traders
  - Northeast Airlines
  - British Aviation Services
  - British Air Ferries
  - British European Airways
  - British United Air Ferries
  - Channel Air Bridge
  - Channel Airways
  - Channel Island Airways

- - Dan-Air
  - Hunting Aerosurveys
  - Instone Airlines
  - Manx Airlines
  - Midland Air Cargo
  - Ministère britannique de l'air
  - Silver City Airways
  - Trans European Aviation
- Suède
  - Trafik-Turist-Transportflyg
- Viêt Nam
  - Air Vietnam
- Zimbabwe
  - Central African Airways

### Opérateurs militaires et parapublics
- Argentine
  - Fuerza Aérea Argentina
- Australie

- - Royal Australian Air Force -
- Birmanie
  - Tatmadaw Lei
- Canada
  - Royal Canadian Air Force
- Irak
  - Al Quwwa al-Jawwiya al-Iraqiya
- Nouvelle-Zélande
  - Royal New Zealand Air Force
- Pakistan
  - Royal Pakistan Air Force
- Royaume-Uni
  - A&AEE Boscombe Down

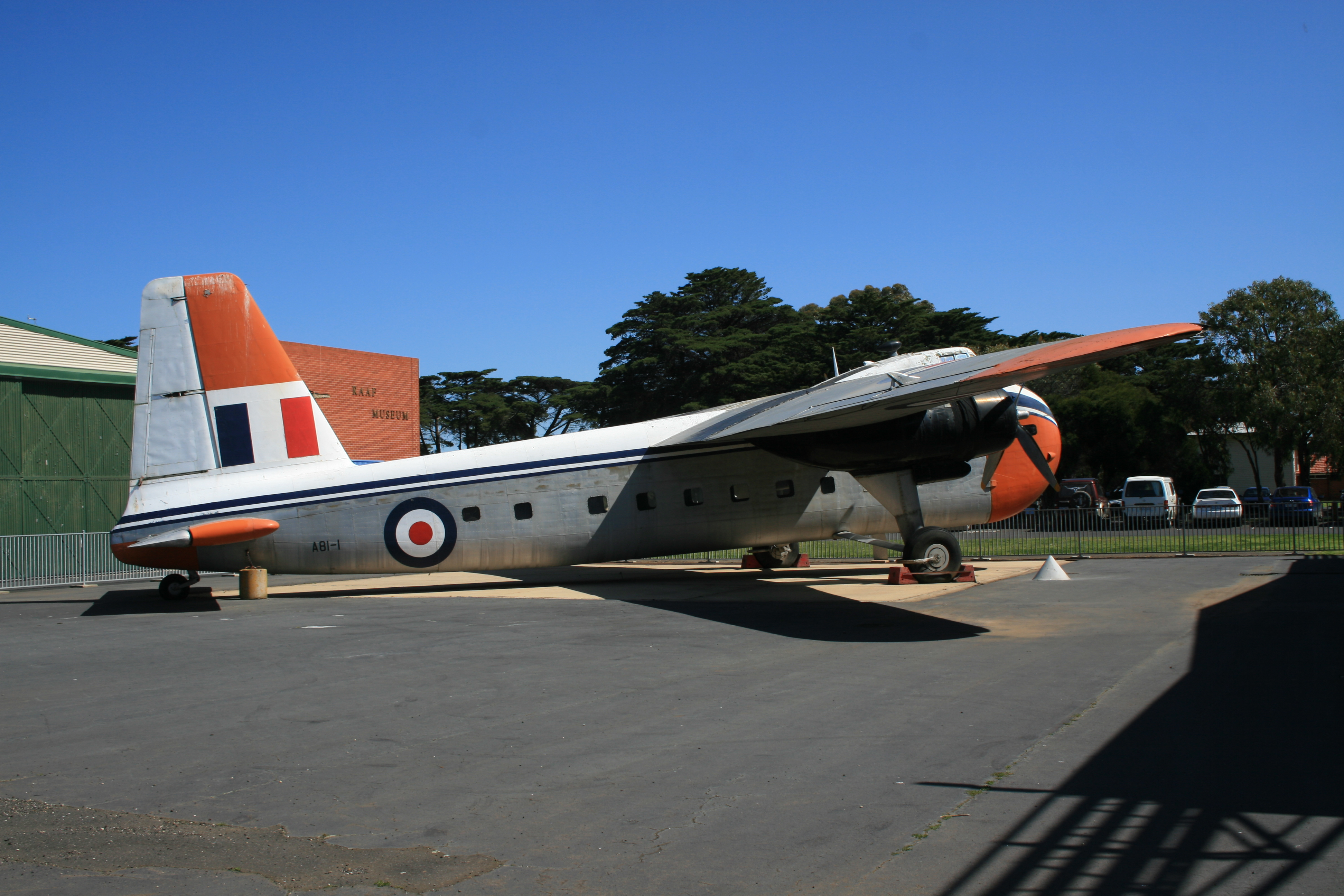
Bristol Freighter de la Royal Australian Air Force

  - Telecommunications Research Establishment

## Accidents
Le Bristol Type 170 a connu plusieurs accidents dont au moins huit furent mortels.
- F-BECR : 10 mars 1950 Société Indochinoise de Transport Aériens, quatre personnes décédées, à Saïgon.
- G-AHJJ : 21 mars 1950 Bristol Company, quatre personnes décédées, à Cow Bridge.
- F-BENF : 29 juillet 1950 Air Transport, 26 personnes décédées, à Tanezrouft, Algérie.
- EC-AEG : 4 décembre 1953 Aviaco, 23 personnes décédées, à Somosierra.
- F-VNAI : 16 août 1954 Air Vietnam, 47 personnes décédées, à Paksé.
- VR-NAD : 5 février 1955 West African Airways, 13 personnes décédées, à Calabar.
- EC-ADI : 9 mai 1957 Aviaco, 37 personnes décédées, à Madrid.
- G-AICS : 27 février 1958 Silver City Airways, 35 personnes décédées, à Bolton.

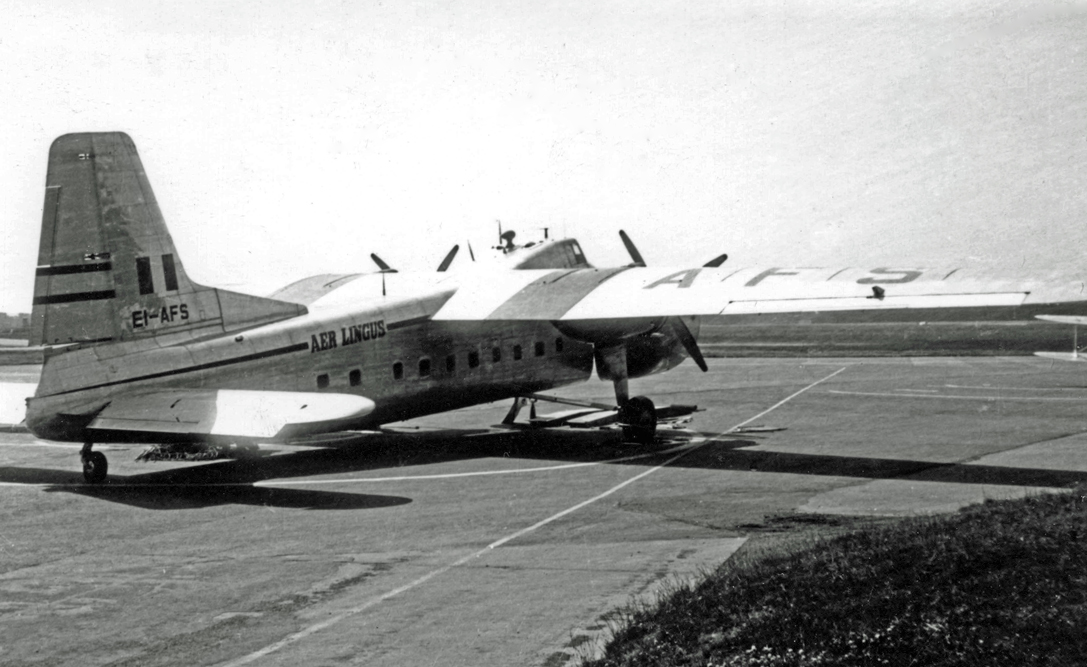
Bristol type 170 de la compagnie irlandaise Aer Lingus